# Vertical Motion
Vertical Motion ist ein Jazzalbum von Anthony Davis, Kyle Motl und Kjell Nordeson. Die am 13. Februar 2018 im Warren Studio A, University of California, San Diego, entstandenen Aufnahmen erschienen am 15. September 2023 auf Astral Spirits.

## Hintergrund
Der Komponist und Pianist Anthony Davis hatte in den 1980er-Jahren Alben wie Epistēmē, Hemispheres und Middle Passage aufgenommen. Auch wenn er immer wieder auch in Soloprogrammen und im Klaviertrio-Format arbeitete, ist er im Jazzbereich vor allem für seine Aufnahmen mit Anthony Braxton, David Murray, James Newton, Bobby Previte, Wadada Leo Smith und Abdul Wadud bekannt. Auf Vertical Motion spielt Davis mit dem Bassisten Kyle Motl und dem Perkussionisten Kjell Nordeson. Motl, der häufig mit Nordeson arbeitete, hatte bei Anthony Davis an der University of California San Diego studiert. Als Trio spielten sie einige Konzerte.
Bei der Aufnahmesitzung spielten sie einige von Davis’ älteren Werken, darunter auch welche, die sich auf Die linke Hand der Dunkelheit von Ursula K. Le Guin bezogen. Mit der Idee der Verbindung von Literatur und Musik im Hinterkopf brachte Motl einige minimalistische Stücke mit literarischer Inspiration ein, so „Vertical Motion“, das sich auf die Geschichte von Can Xue bezieht, und „Labyrinths“, das auf das Werk von Jorge Luis Borges verweist. Des Weiteren hat das Trio auch frei improvisiert, einige dieser Improvisationen wurden zu den „Fictions“-Tracks. Das Album enthält auch eine Interpretation von „Lady of the Mirrors“, dem Titelstück von Davis’ Soloalbum, welches 1980 auf India Navigation erschienen war. 
„Lady of the Mirrors“  wurde später von seinem Trio mit Newton und Wadud überarbeitet. Wie Davis erklärt, entstand das Stück in einer Zeit, in der er mit Tänzern zusammenarbeitete. „Tänzer haben in ihren Studios immer Spiegel, damit sie sich selbst sehen können. Aber ich habe es fragmentarisch betrachtet. Was würde passieren, wenn man sich diese Spiegel als zerbrochen und zerbrochen vorstellt und die Musik aus kleinen Teilen thematischen Materials besteht? Außerdem können Sie dazwischen Raum und Stille einsetzen und diese dann auch als harmonische Bereiche betrachten, so dass jeder kleine Abschnitt sein eigenes harmonisches Profil hat. In gewisser Weise gibst du [den Hörern] kleine Fragmente – Hinweise auf andere Welten.“
„Die Grenze zwischen Improvisation und Komposition ist eine ganze Grauzone“, sagte Davis in einem Interview mit Stewart Smith (Daily Bandcamp). „Wenn man wirklich als Improvisator denkt, hört man zu und versucht, das Rätsel zu lösen, zu entscheiden, wohin die Musik gehen kann. Die räumlichen Elemente ermöglichen es Ihnen, sich das Klavier als Klangressource vorzustellen – nicht unbedingt auf die traditionelle Art und Weise eines Akkords in der linken Hand und einer Melodie in der rechten Hand, sondern um das Instrument zu öffnen und dann das Trio für eine andere Art der Zusammenarbeit zu öffnen Modell.“

## Titelliste
- Anthony Davis / Kyle Motl / Kjell Nordeson: Vertical Motion (Astral Spirits)

1. Vertical Motion (Motl)
2. Fictions I (Davis, Motl, Nordeson)
3. Lady of the Mirrors (Anthony Davis)
4. Labyrinths (Motl)
5. Fictions II (Davis, Motl, Nordeson)

## Rezeption
Nicht zuletzt beweise Vertical Motion, dass Anthony Davis weiterhin eine treibende Kraft im klassisch geprägten Free Jazz ist und sich in seiner späten Karriere nicht auf einen Rückzug eingelassen hat, meinte Mike Borella in Avant Music News. Das Album strotze nur so vor Energie und diene dazu, seine jüngeren Mitstreiter ebenso zu präsentieren wie sein eigenes Spiel. Dies sei sehr gelungen.